# Cantó de Dreux-Oest
El cantó de Dreux-Oest és un cantó francès del departament d'Eure i Loir, situat al districte de Dreux. Té 8 municipis i part del de Dreux.

## Municipis
- Allainville
- Boissy-en-Drouais
- Crécy-Couvé
- Dreux (part)
- Garancières-en-Drouais
- Louvilliers-en-Drouais
- Montreuil
- Saulnières
- Vert-en-Drouais

## Història
| Data d'elecció                           | Identitat             | Partit           | Qualitat |
| ---------------------------------------- | --------------------- | ---------------- | -------- |
| 1960-1967                                | Georges Rastel        | RPR              |          |
| 1982-1988                                | René-Jean Fontanille  | RPR              |          |
| 1988-1994                                | Maurice Ravanne       | PS               |          |
| 1994-2001                                | Marie-France Stirbois | FN               |          |
| 2001-                                    | Jacques Lemare        | RPR, després UMP |          |
| les dades anteriors no són pas conegudes |                       |                  |          |
|                                          |                       |                  |          |